# Кууснимме
Ку́уснимме (ест. Kuusnõmme küla) — село в Естонії, у волості Ляене-Сааре повіту Сааремаа.

## Населення
Чисельність населення на 31 грудня 2011 року становила 9 осіб.

## Географія
Село розташоване на однойменному півострові (Kuusnõmme poolsaar) на березі затоки Кууснимме (Kuusnõmme laht) Балтійського моря.
До села веде дорога, що відходить від шосе 112 (Кяесла — Карала — Лоона) поблизу села Люманда-Куллі.

## Історія
Історично село належало до приходу Кігелконна (Kihelkonna kihelkond).
До 12 грудня 2014 року село входило до складу волості Люманда.

## Історичні пам'ятки
У селі зберігається дерев'яний вітряк, побудований у 1891 році. У середині 1970-х років це був один із останніх працюючих вітряків на острові Сааремаа. 23 лютого 1999 року споруда вітряка була занесена до реєстру культурної спадщини Естонії.

## Пам'ятки природи
Навколо села ростуть 14-метрові західні сосни (Pinus monticola).
На північний захід від села розташоване озеро Кірісілм.